# Contea di Shawano
La contea di Shawano (in inglese Shawano County) è una contea dello Stato del Wisconsin, negli Stati Uniti. La popolazione al censimento del 2000 era di 40 664 abitanti. Il capoluogo di contea è Shawano.